# Boucé (Orne)
Boucé è un comune francese di 616 abitanti situato nel dipartimento dell'Orne nella regione della Normandia.

## Società

### Evoluzione demografica
Abitanti censiti